# Martin V.
Papa Martin V. (oko 1368. – 20. veljače 1431.), rođen kao Oddone Colonna (ili Odo Colonna), bio je papa od 1417. do 1431. Njegovim izborom završen je Zapadni raskol.

## Životopis
Kao sin Agapita Colonne i Caterine Conti, pripadao je jednoj od najstarijih i osobito cijenjenih rimskih obitelji. Za papinstva Urbana VI. (1378. – 1389.) postao je apostolski protonotar, Inocent VII. (1404. – 1406.) imenovao ga je kardinalom. Godine 1410. bio je izaslanik protupape Aleksandra V. poslan da čuje prigovor Jana Husa protiv papinstva.
Izabrao ga je za papu 11. studenog, na blagdan svetog Martina iz Toursa, Sabor u Konstanzu u konklavi koju su činila dvadeset i trojica kardinala, te saborski izaslanici. Dotad su, nakon što su svrgnuli protupapu Ivana XXIII., bili oštro podijeljeni na zagovornike pape Grgura XII. i protupape Benedikta XIII.
Martin V. bio je nadaleko na glasu po umjerenosti, učenosti, dosljednosti, ali i poslovnoj sposobnosti. Ipak, ne smatra ga se obnoviteljskim papom. Prvi čin nakon izbora bilo mu je potvrđivanje svih odredaba što su ih njegovi prethodnici donijeli o papinskoj kuriji, a dotad su bile predmetom brojnih žalbi. Kad su zemlje, koje su imale svoje izaslanike na saboru, zatražile planove o obnovi Crkve te prekid papinskog centralizma i fiskalizma, Martin V. predstavio je svoj protuplan, te se upustio u sklapanje odvojenih konkordata s Njemačkom, Engleskom i Francuskom. Jedina obnova do koje je djelovanjem Martina V. došlo, bilo je učvršćenje Papinske države.
Napustio je Konstancu po zaključenju sabora (u svibnju 1418.), te se vrlo polako uputio prema Rimu, kamo je stigao tek u rujnu 1420. Gradu je valjalo vratiti red i mir kojih već dugo nije imao.
U tom razdoblju, 1418. Židovi su u Forlìju održali svoje vijeće s kojega su Martinu V. poslali skupe darove i molbu da se dokinu ograničavajući zakoni što ih je izdao protupapa Benedikt XIII. Martin V. pozitivno je odgovorio na tu molbu.
Prema odredbama Sabora u Konstanzu (dekret Frequens iz 1417.), papa je opće sabore imao sazivati svakih pet godina, pa je Martin V. 1423. sazvao Sabor u Sieni, na koji se odazvalo vrlo malo izaslanika. Tu je papa iskoristio priliku da ga raspusti čim je donijeta odluka da »nutarnje crkveno jedinstvo ima prednost pred izvanjskim jedinstvom.« Sabor je odgođen na sedam godina, a kad se sastao u Baselu, papa je umro ubrzo nakon njegova otvaranja.

## Značenje
Premda su od ovog pape, kako pojedinačni sudionici Sabora u Konstanzu, tako i pet »saborskih zemalja«, očekivali provođenje opsežnih crkvenih obnova, do toga nije došlo, a glavno je značenje ovog pape u konačnom prekidu Zapadnog raskola.
Za Hrvate je poznat po tome što je dopustio Redu manje braće (franjevcima) da se nastane u Ugljanu, gdje je potom izgrađen samostan i crkva sv. Jeronima.

## Vanjske poveznice
- Ugljan  Arhivirana inačica izvorne stranice od 25. lipnja 2007. (Wayback Machine).